# Grad Melfi
Grad Melfi (italijansko Castello di Melfi) v Bazilikati je eden od najpomembnejših srednjeveških gradov v južni Italiji in spomenik v lasti italijanske države. Grad, vsaj njegovi  še vedno vidni deli, so iz obdobja normanskega osvajanja Mezzogiorna in so skozi čas  doživeli pomembne spremembe, zlasti pod Anžujsko in Aragonsko krono.

## Zgodovina

### Normani
Grad so v poznem 11. stoletju zgradili Normani na strateško pomembnem prehodu med Kampanijo in Apulijo. Njegova postavitev je bila bistvena za obrambo pred zunanjimi napadi in kot zatočišče za normanske zaveznike. V gradu se je  normanskem obdobju zgodilo več zgodovinsko pomembnih dogodkov.
V Melfiju, rezidenčnem sedežu grofije Apulije (Contea di Puglia), je bilo med letoma 1059 in 1137 pet ekumenskih koncilov, ki jih je organiziralo pet različnih papežev. Poleti 1059 je v trdnjavi bival papež Nikolaj II. in 24. junija sklenil sporazum z grofom Robertom Guiscardom in princem Rihardom I. Capuanskim. V  pripravah na prvi koncil v Melfiju, ki se je tam dogajal od 3. do 25. avgusta, je s konkordatom končno priznal normanska osvajanja v južni Italiji. Roberta Guiscarda je imenoval za vojvodo Apulije in Kalabrije, mesto Melfi pa je bilo ob tej priložnosti povišano v prestolnico njegove vojvodine.  Guiscard je odslovil svojo prvo ženo Alberado Buonalberško, da bi se poročil z langobardsko princeso Sikelgajto iz Salerna.
Na gradu je kasneje potekalo še nekaj sionod. Drugemu koncilu v Melfiju od 1. avgusta 1067 je predsedoval papež Aleksander II. in sprejel langobardskega princa Gizulfa II. iz Salerna ter Roberta Guiscarda in njegovega mlajšega brata Rogerija I. Med tretjim koncilom v Melfiju leta 1089 je papež Urban II. pozval na prvo križarsko vojno. Četrti koncil v Melfiju je leta 1101 sklical papež Pashal II. in petega in zadnjega v nizu leta 1037 papež Inocenc II. Koncil v Melfiju je leta 1130 organiziral tudi protipapež Anaklet II., ki je ustanovil normansko Sicilsko kraljestvo,  ki pa ga Cerkev ni priznala.

### Staufovci
Ob prihodu dinastije Hohenstaufen leta 1194 je cesar Friderik II. dal gradu Melfi velik pomen. Leta 1231 je v gradu razglasil Melfijske konstitucije (Liber Augustalis) v treh knjigah, nekakno ustavo  Kraljevine Sicilije, ki je veljala do leta 1809. Pri sestavljanju konstitucij je ob njegovem notarju Pietru della Vigna ter filozofu in matematiku Michaelu Scotu sodeloval tudi cesar osebno. Grad je bil tudi zakladnica, kjer so se zbirali vaki iz Bazilikate, in zapor za ujetnike. 
Leta 1232 je Friderik II. na gradu gostil mejnega grofa Bonifacija II. Montferraškega in Bianco Lancia, s katero je imel sina Manfreda in je tik pred smrtjo postala njegova žena. Ko je papež Gregor IX. cesarja izobčil, je cesar leta 1241 v gradu zaprl dva kardinala ter več francoskih in nemških škofov, ki bi morali biti del papeškega sveta za njegovo razrešitev.

### Anžujci in njihovi nasledniki
Po propadu Staufovcev in prihodu Anžuvincev je grad Melfi doživel obsežno prenovo in razširitev. Leta 1284 je postal uradna rezidenca Marije Ogrske, žene Karla II. Anžujskega. 
V 16. stoletju je bil pod aragonsko vlado podvržen več spremembam. Najprej je postal last plemiške družine Acciaioli, nato Marzano, Caracciolo in končno dinastije Doria, ki ga je posedovala do leta 1950. Grad je prestal dva silovita potresa leta 1851 in 1930. Za razliko od drugih zgradb  v Melfiju, ki so bile močno poškodovane, je grad ostal skoraj nepoškodovan. Danes je v njem Nacionalni arheološki muzej Melfija, odprt leta 1976.

## Zgradba
Grad Melfi, ki je skozi čas doživel več gradbenih faz, ima večslojno arhitekturno obliko, čeprav je še vedno videti čisto srednjeveško. Sestavljen je iz desetih stolpov, od katerih je sedem pravokotnih in trije peterokotni:
- Vhodni stolp
- stolp za prapor ali Cipresa
- Secretaria ali Terasa
- Levji okop
- Cesarjev stolp ali Stolp sedmih vetrov
- breizmni stolp, od katerega so ostale samo ruševine
- Severovzhodni stolp ali Torrita Parvula
- stolp z ječo ali Marcangione
- Cerkveni stolp
- Urni stolp

Grad Melfi ima štiri vhode, od katerih je uporaben le eden. Prvi je na severovzhodu blizu stolpa Parvula in je zdaj zazidan. Dugi je blizu Cerkvenega stolpa  in je prav tako zazidan. Tretji je  na jugozahodu blizu Levjega obzidja. V anžuvinski dobi je bil glavni vhod iz mesta Melfi. Četrtega, edinega aktivnega, je zgradila družina  Doria in služi za dostop po mostu, ki je bil v starih časih dvižnen. Notranjost je družina Doria med 16. in 18. stoletjem preuredila v baronsko palačo, a še vedno ohranja nekatere značilnosti normansko-švabskega sloga.
Po prečkanju mostu je viden portal z napisom iz 18. stoletja, ki časti dejanja cesarja Karla V. in njegovega admirala Andrea Doria. Z dvorišča je dostop hlevov in dvorišč, zgrajenih  med letoma 1278 in 1281 po naročilu Karla II. Anžujskega. V anžuvinskem slogu je urejena tudi prestolna dvorana, v kateri je muzej. Omembe vredna je tudi dvorana, v kateri so bile razglašene Melfijeve konstitucije.